# Plaza Grau
La plaza Grau es una plaza ubicada en el centro de la ciudad de Lima, capital del Perú. Se ubica en la intersección del Paseo de la República con el paseo Colón, la avenida Miguel Grau y el Paseo de los Héroes Navales. Está nombrada en honor a Miguel Grau Seminario, comandante del monitor Huáscar durante la guerra del Pacífico.

## Descripción

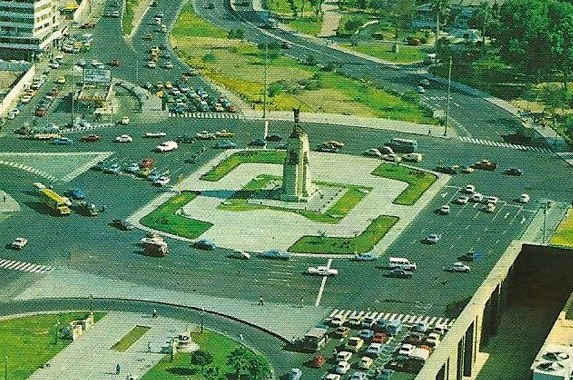
La plaza Grau en 1987.

La plaza presenta una forma rectangular con vértices redondeados, bordeada de jardines. En el centro se alza el monumento, que es un bello conjunto de granito y bronce, obra del escultor español Victorio Macho. Alcanza una altura de veintiún metros. 
El cuerpo del monumento es un monolito granítico de cuatro caras, con estrías verticales y graderías de ritmos ascendentes, que a decir del mismo autor, simboliza la tierra del Perú. Las gradas que se ven en su base simbolizan al mar. A media altura de la cara principal o frontis, se halla la escultura del héroe representado con su uniforme de marino y con los brazos cruzados, entre un timón y las anclas de un barco. Debajo de la misma, en el pedestal, se lee la siguiente leyenda: «A la gloria del gran almirante del Perú Miguel Grau el peruano del milenio». En las caras laterales se hallan esculturas simbólicas sobre graderías, que representan a hombres que ganan con dificultad las alturas. En la cara posterior se halla una placa conmemorativa del combate de Angamos. Y finalmente, la obra está coronada por la alegoría de la Fama, que eleva sus brazos hacia el cielo en clamor de inmortalidad, y que es conducida en una nave mítica por tritones y sirenas.

## Inauguración

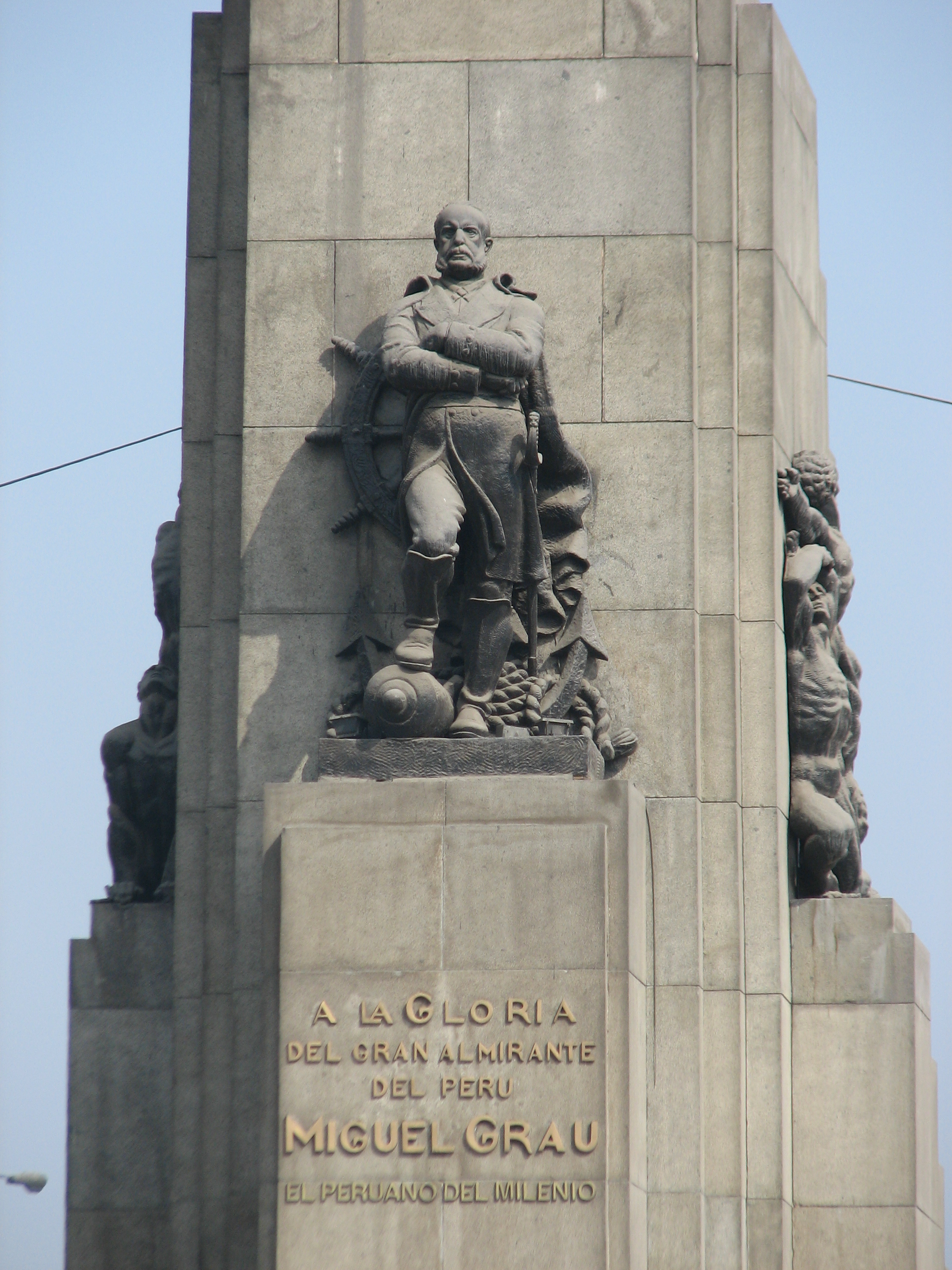
Estatua de Grau en el frontis del Monumento a Miguel Grau Seminario.

La plaza fue inaugurada el 28 de octubre de 1946 durante el gobierno del presidente José Luis Bustamante y Rivero. Hacia el lado del paseo Colón se habilitó una tribuna para los invitados (funcionarios, diplomáticos, etc.), que fueron recibidos por una comisión especial, presidida por el capitán de navío Arturo Jiménez Pacheco. 
Complementaban el escenario el emplazamiento de tropas de las tres armas, cuerpos de la Guardia Civil y Policía y batallones representativos de los colegios de Lima y Callao. La línea estaba al mando del mariscal Eloy Ureta, acompañado de su estado mayor: generales Manuel A. Odría, Luis Solari, Juan de Dios Cuadros y Manuel Forero.
La ceremonia empezó con un minuto de silencio en memoria del héroe de Angamos. Luego surcaron el espacio aéreo cincuenta aviones de guerra, divididos en dos escuadrones, que realizaron diversas evoluciones.
Terminada la exhibición aérea, el presidente Bustamante y Rivero, acompañado por el alcalde de Lima y de veteranos de la guerra del Pacífico, se dirigió al pie del monumento. El alférez de fragata Manuel Elías Bonnemaison, último sobreviviente de la oficialidad del Huáscar, le correspondió el honor de descorrer el velo que cubría al monumento del Almirante Miguel Grau. Ante la efigie de Grau, el presidente Bustamante leyó en un discurso que culminaba así:

Almirante: 

La dimensión de vuestra hazaña se ha agrandado con el tiempo. En la lejana perspectiva es Angamos un símbolo de gigantes contornos y de presentes enseñanzas. Disponíais de medios limitados y frágiles; mas vuestro aliento supo darles eficacia y grandeza. Vuestra nave minúscula ha crecido, almirante; y hay un sutil poder de fuego que envidian los cañones en el silencio austero de las cubiertas desmanteladas. No fue infructuoso vuestro sacrificio ni un vano gesto de inmolación de quienes con vos cayeron en la brega. Vuestra sombra augusta preside nuestros mares; y hay un altar para vuestro busto en cada nave de nuestra flota; y un rincón de emoción en cada pecho de nuestros marinos. La Armada del Perú cifra su orgullo en vuestra memoria y la nación, espiritualmente congregada al pie de este monumento, os dice con acento de estremecida gratitud: 

¡Gloria a vos, almirante!
José Luis Bustamante y Rivero, 28 de octubre de 1946.